# Atentatul de la Zhuhai din 2024
La 11 noiembrie 2024, un bărbat a intrat⁠(d) cu SUV-ul său în oamenii aflați pe pista de exerciții de la centrul sportiv Zhuhai Stadium⁠(d) din Zhuhai⁠(d), Guangdong, China, omorând 35 de persoane și rănind alte 43. Șoferul a încercat apoi să se sinucidă tăindu-se cu un cuțit; a fost luat în custodie și trimis la spital. Se crede că bărbatul a fost motivat de furie din cauza unui divorț⁠(d) recent.
Videoclipurile și reportajele despre atac au fost cenzurate online. Detalii despre acesta au fost publicate abia a doua zi, o întârziere care a atras critici dure pe platformele chineze de social media⁠(d).
Este cel mai mortal atac cu vehicul din China de la atentatele din mai 2014 de la Ürümqi și cel mai mortal în general comis de un singur autor, depășind furia lui Li Baoping din 1983.

## Atac

O hartă a centrului sportiv. Calea pe care a luat-o șoferul prin pista de plimbare este marcată cu roșu.

Securitatea a fost sporită în Zhuhai, care urma să găzduiască un important spectacol aviatic⁠(d) civil și militar a doua zi, Expoziția internațională aviatică și aerospațială din China⁠(d) (Zhuhai Airshow).
În jurul orei 19:48 (GMT+8) pe 11 noiembrie 2024, atacatorul a intrat cu un SUV cu 70-80 km/h în oameni în timp ce aproximativ 300 dintre aceștia făceau exerciții pe pista de alergare a Centrului Sportiv Zhuhai⁠(d). Un martor ocular a declarat că șoferul a condus în buclă pe pista de alergare⁠(d), lovind mulți oameni.
Unele victime purtau uniformele sportive ale unui grup local de exerciții. Potrivit unui martor, majoritatea victimelor erau persoane de vârstă mijlocie sau în vârstă care făceau parte din grupuri de exerciții. De obicei, șase sau șapte grupuri mergeau în fiecare zi la complexul sportiv, însoțite de muzică. Este posibil ca muzica puternică să fi înăbușit sunetele inițiale ale atacului, lăsând oamenilor puțin timp să reacționeze.
Arhitectul care a proiectat centrul de fitness a declarat pentru Lianhe Zaobao⁠(d) că vehiculele nu sunt permise pe pistă, care are bolarzi de piatră și garduri instalate în jurul ei. El suspectează că făptașul a intrat cu mașina în zonă din cealaltă parte a stadionului.
La 12 noiembrie, poliția din Zhuhai a declarat că atacul s-a soldat cu 35 de morți și 43 de răniți. La 13 noiembrie, Ministerul Afacerilor Externe al Chinei⁠(d) a declarat că printre victime nu se numără cetățeni străini⁠(d).

## Suspect
Potrivit unei declarații a poliției, suspectul era un bărbat divorțat în vârstă de 62 de ani, cu numele de familie Fan⁠(d) (în chineză 樊). Acesta a fost arestat în timp ce încerca să fugă de la locul faptei. A fost găsit inconștient, cu răni la gât care corespund autoflagelării, în mașina sa și a fost dus la spital pentru tratament. Poliția a declarat că Fan a intrat în comă după ce s-a tăiat cu un cuțit în gât și în piept. Primele rapoarte au susținut că atacul a pornit de la nemulțumirea cu privire la soluționarea financiară a divorțului său. Jurnaliștii au remarcat că recesiunea economică a Chinei ar putea fi un factor care contribuie, sugerând relații între tendința atacurilor aleatorii și recesiunile economice și presiunile sociale în creștere din țară.
Vehiculul folosit în atac a fost un Beijing BJ40⁠(d) cumpărat de la un dealer local. BJ40 este un vehicul mare de teren⁠(d) care cântărește aproximativ 2 tone și valorează aproximativ 200.000 CNY (31.000 USD). Fan a cumpărat mașina cu un împrumut cu o săptămână înainte de atac și a preluat-o pe 10 noiembrie, cu o zi înainte de atac.

## Urmare

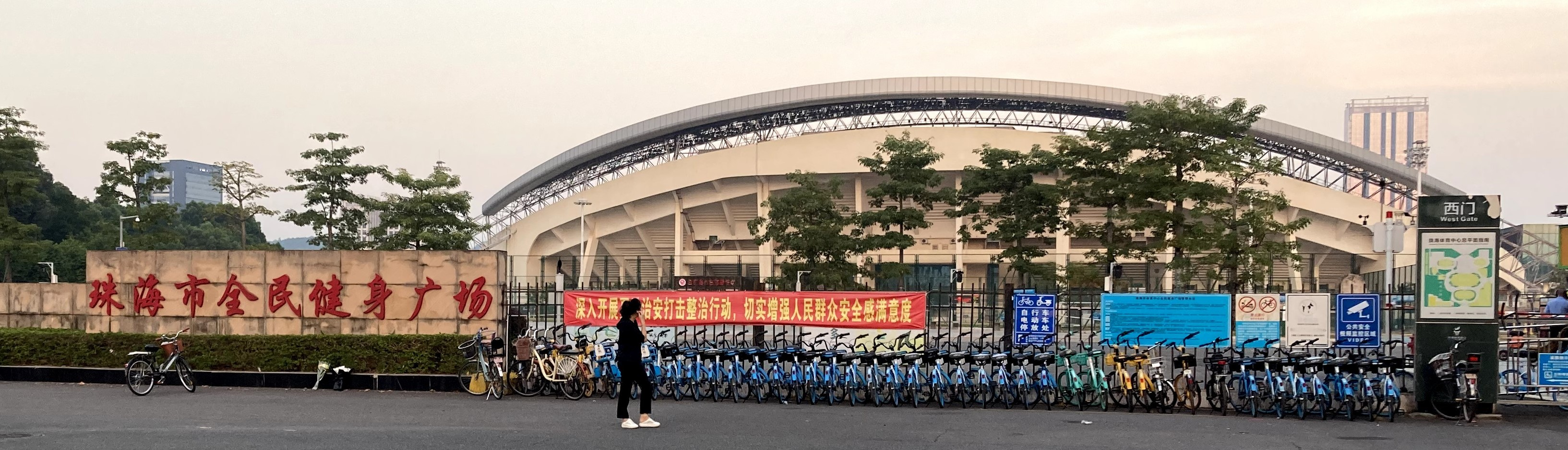
Poarta de vest a stadionului a doua zi după atac

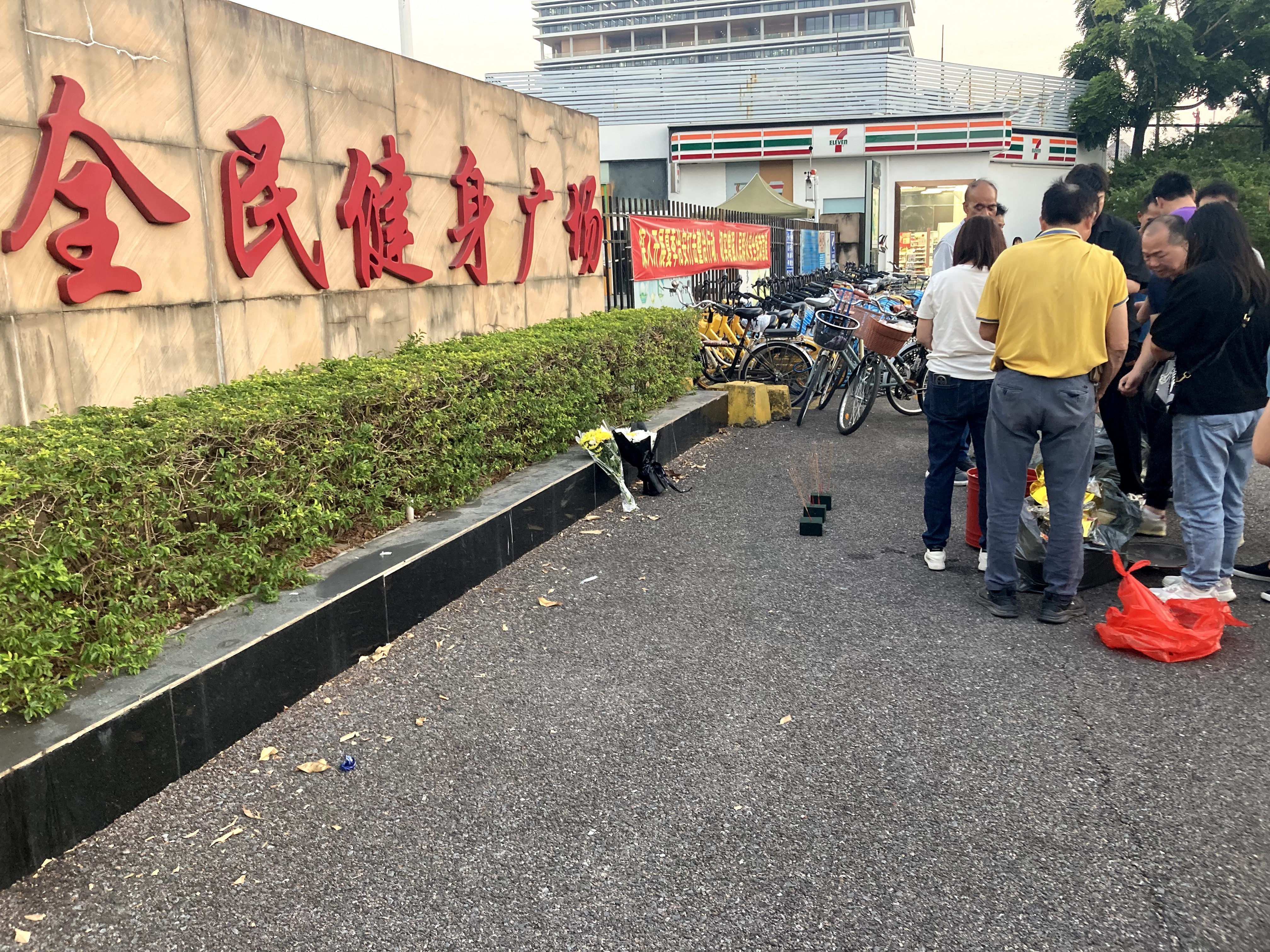
Persoane în doliu la poarta de vest a la o zi după atac

La scurt timp după atac, mulți localnici au mers la spitale și bănci de sânge pentru a dona sânge, formând cozi lungi peste noapte.
Un memorial improvizat a fost creat la locul atacului, dar autoritățile chineze au început rapid să îndepărteze coroanele, lumânările și alcoolul plasate acolo, în timp ce au izolat accesul la o zonă de veghe improvizată. Poliția de la fața locului le-a spus vizitatorilor că există „forțe străine ostile cu intenții răuvoitoare”, potrivit South China Morning Post⁠(d).
Oficialii locali, inclusiv secretarul Comitetului Partidului Comunist Chinez (PCC)⁠(d) și primarul au sosit la fața locului pentru a supraveghea operațiunile de salvare și pentru a înființa un grup operativ care să accelereze tratamentul medical pentru răniți, să investigheze atacul și să sprijine familiile victimelor. Centrul sportiv din Zhuhai a emis un anunț în jurul orei 21.00 la 11 noiembrie, prin care anunța suspendarea imediată a operațiunilor. Secretarul general al PCC, Xi Jinping, împreună cu premierul Li Qiang, au emis directive în seara zilei de 12 noiembrie, solicitând toate eforturile pentru tratarea răniților, pedepsirea severă a autorului în conformitate cu legea și măsuri de reducere a riscurilor societale. Huang Kunming⁠(d), membru al Biroului Politic al PCC⁠(d) și secretar al PCC⁠(d) din Guangdong, a organizat o serie de videoconferințe în urma atacului, inclusiv o sesiune specială a Comitetului provincial Guangdong pentru construirea unui Guangdong sigur.
La 12 noiembrie, ambasada Japoniei în China și-a avertizat cetățenii cu privire la problemele de securitate personală din China⁠(d), sfătuindu-i pe japonezi să nu vorbească japoneza cu voce tare în public. Șeful Secretariatului Guvernului Japoniei, Yoshimasa Hayashi⁠(d), și-a exprimat condoleanțele și compasiunea pentru victime și familii și a declarat că, potrivit rapoartelor actuale, niciun cetățean japonez nu se afla printre victime.

### Cenzura de către autoritățile chineze
Căutările privind atacul și ceea ce s-a întâmplat au fost inițial cenzurate. În primele ore după atac, mass-media chineze a fost rugată să nu relateze despre acest subiect. Articolele și postările care includeau imagini și videoclipuri ale evenimentelor din ziua atacului au fost cenzurate în primele 24 de ore după atac. Deoarece atacul a avut loc cu doar o zi înainte de deschiderea Zhuhai Airshow⁠(d), aceste acțiuni au provocat mai multe tensiuni pe platformele chineze de socializare, oamenii fiind furioși din cauza întârzierii furnizării detaliilor referitoare la atac. Un hashtag care menționa numărul morților a fost cenzurat pe Weibo⁠(d), un site chinez de microblogging.
În dimineața zilei de 12 noiembrie, Weibo avea doar postări vagi care indicau că s-a întâmplat ceva în Zhuhai. Între timp, videoclipurile s-au răspândit pe X în afara Chinei continentale. Teacher Li Is Not Your Teacher⁠(d) a postat pe X un videoclip cu mai multe persoane culcate la pământ și o femeie care striga de durere în timp ce un pompier acorda ajutor unei victime.
La 12 noiembrie, jurnaliștii de la BBC News, inclusiv Stephen McDonell⁠(d), au fost întrerupți și împinși în timpul transmisiunii lor în direct de către presupuși oficiali ai PCC care s-au dat drept localnici pentru a împiedica acoperirea. Un reporter de la TBS Television⁠(d) a scris pe Twitter că a fost înconjurat de oameni în timp ce transmitea, înainte de a fi dus la poliție, care i-a cerut să își șteargă toate materialele. Oficialii locali au rămas în afara unităților de terapie intensivă unde au fost duse victimele rănite după atac și au împiedicat jurnaliștii să vorbească cu membrii familiilor.
Un cercetător în domeniul cenzurii chineze de la Universitatea Baptist din Hong Kong⁠(d) a declarat că controlul informațiilor privind incidentele cu un număr mare de morți este normal pentru China. Ea crede că motivul a fost reducerea panicii și a probabilității unor crime imitatoare⁠(d).